# Daihatsu Esse

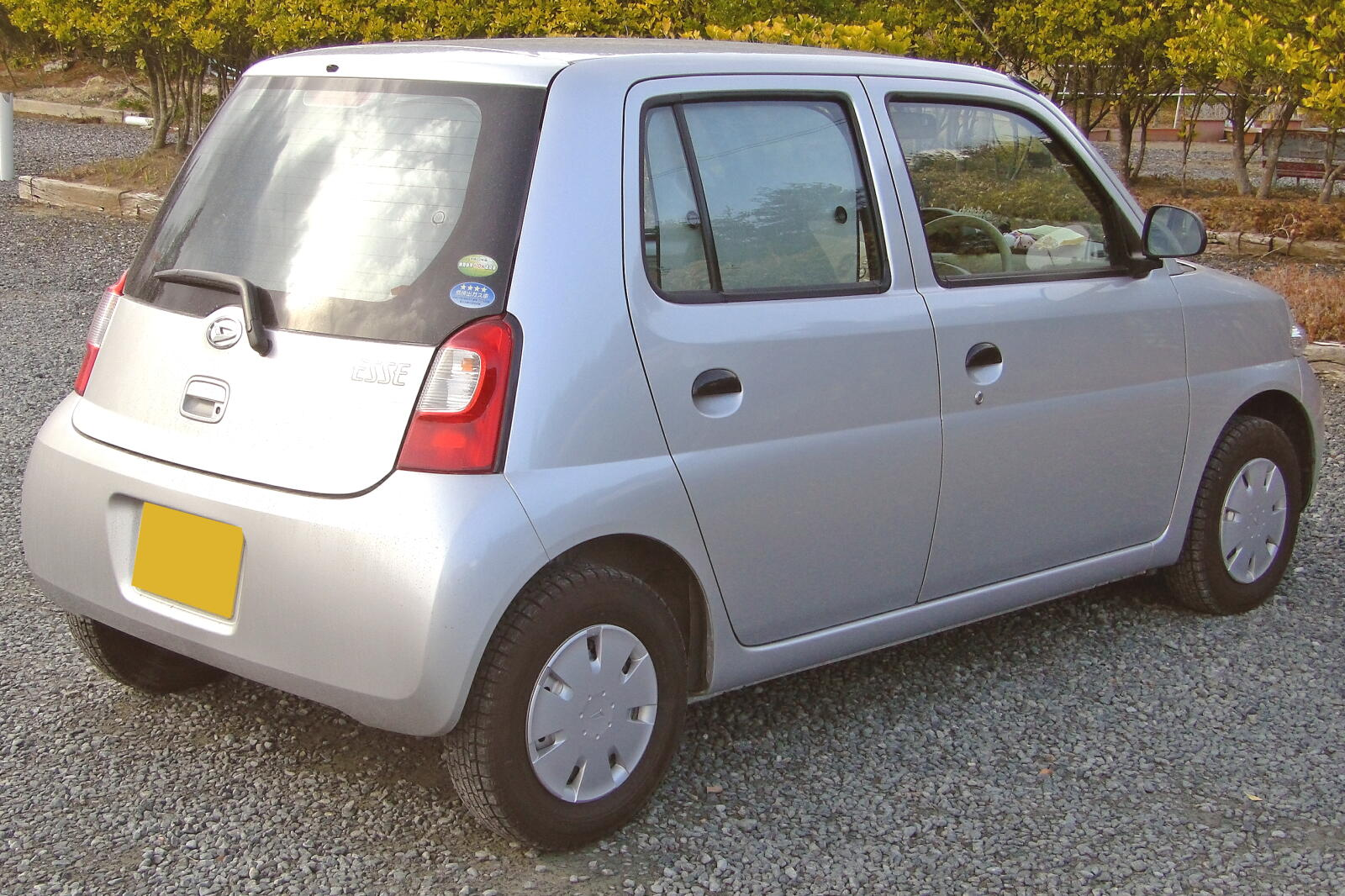
Daihatsu Esse - tył

Daihatsu Esse – miejski samochód osobowy typu kei-car produkowany przez japońską firmę Daihatsu od 2005 roku. Dostępny jako 5-drzwiowy hatchback. Następca modeli Opti i Max. Do napędu użyto silnika R3 o pojemności 0,7 litra. Moc przenoszona jest na oś przednią lub opcjonalnie na obie osie. 

## Dane techniczne
Źródło:

### Silnik
- R3 0,7 l (658 cm³), 4 zawory na cylinder, DOHC
- Układ zasilania: wtrysk EFi
- Średnica cylindra × skok tłoka: 63,00 mm × 70,40 mm
- Stopień sprężania: 10,8:1
- Moc maksymalna: 58 KM (42 kW) przy 7200 obr./min
- Maksymalny moment obrotowy: 65 N•m przy 4000 obr./min